# Emesis rabatta
Emesis rabatta är en fjärilsart som beskrevs av Dyar 1916. Emesis rabatta ingår i släktet Emesis och familjen Riodinidae. Inga underarter finns listade i Catalogue of Life.